# Josep Maria Llobet i Portella
Josep Maria Llobet i Portella (Cervera, Segarra, 1940) és un historiador de l'art i professor universitari català.

## Formació i trajectòria professional
Llicenciat en Filosofia i Lletres i doctorat en Història per la Universitat Nacional d'Educació a Distància (UNED), és coordinador de la Facultat de Geografia i Història del Centre Associat de la UNED de Cervera, on imparteix, entre altres assignatures, Història antiga i Història medieval a la llicenciatura d'història de l'art. Anteriorment, havia estat mestre de català i exercit la docència en diferents nivells: formació d'adults, ensenyament mitjà i cicles universitaris. Fins a l'any 2007 va ser professor a l'Institut d'Educació Secundària Antoni Torroja de Cervera.

## Activitat investigadora
Com a investigador, ha realitzat una extensa tasca d'investigació en els arxius locals, i s'ha especialitzat, dins el camp de la història de l'art, en l'estudi i transcripció de la documentació relacionada amb els retaules (pintura i escultura), l'orfebreria, els vitralls i la construcció d'esglésies produïda durant l'edat mitjana i la moderna. Com a resultat d'aquesta recerca, ha publicat el llibre Art cerverí del segle XVI (1990) i una vuitantena d'articles en diverses publicacions, com les revistes Acta Numismàtica, Aplec de Treballs, Butlletí de la Reial Acadèmia Catalana de Belles Arts de Sant Jordi, Butlletí del Museu Nacional d'Art de Catalunya, Miscel·lània Cerverina, Palestra Universitària, Seu Vella, Segarra Actualitat, Tamid i Urtx, entre d'altres. Ha participat en diversos congressos i trobades sobre la història de l'art i va fer la transcripció de cent setze documents cerverins destinada al Corpus Vitrearum Medii Ae.

## Relació amb institucions
Entre les seves responsabilitats en diverses institucions es troba la d'exdirector de l'Arxiu Històric Comarcal de Cervera i exconseller de l'Institut d'Estudis Ilerdencs, membre del Centre Municipal de Cultura de Cervera i del Patronat "Duran i Sanpere", des que es va fundar, l'any 1988, fins a la seva dissolució l'any 2014, institució que dirigí el Museu Comarcal de Cervera, fundat pel matix Agustí Duran i Sanpere, de qui Llobet fou deixeble. També ha estat membre de la Fundació Roca Sastre i de diverses societats filials de l'Institut d'Estudis Catalans, i acadèmic corresponent de la Reial Acadèmia de Bones Lletres de Barcelona. Des de l'any 2000, és acadèmic corresponent de la Reial Acadèmia Catalana de Belles Arts de Sant Jordi. L'any 1996 li va ser atorgada la medalla de la Societat Catalana d'Estudis Numismàtics com a reconeixement al treball de recerca realitzat en aquest camp.

## Publicacions[2]
- La premsa de la Segarra (1981)
- Bibliografia Cerverina (1633-1978) (1982),
- Algunes notícies sobre els jueus de Tàrrega (1303-1486) (1984)
- La 'Taula de Canvi' de Cervera i el seu entorn socioeconòmic (1599-1715) (1985) (tesi doctoral)
- L'Hospital de Castelltort: sis-cents anys d'assistència social a Cervera (1990)
- Art cerverí del segle XVI (1990)
- Cent episodis de la història de Cervera (1992)
- Sant Guim de Freixenet: aproximació a la història d'aquest municipi (1992)
- Montoliu de Segarra: aproximació a la història d'aquest municipi (1993)
- Els jueus de Santa Coloma de Queralt segons els protocols notarials de Cervera (1341-1492) (2004)